# 李光地
李光地（1642年9月29日—1718年6月26日），字晉卿，號厚庵，又號榕村，福建安溪湖頭鄉（今湖头镇）人，清初政治人物、理學家。清聖祖康熙九年（1670年）登進士第五名，官至直隸巡撫、吏部尚書、文淵閣大學士。1681年並推保荐施琅領軍，消灭明鄭政权。同時代的學者尊稱他為安溪先生、安溪李相國。

## 生平

### 早期
明崇禎十五年九月初六日（1642年9月29日），李光地出生於富紳之家。史載其自幼穎異，五歲便入塾從師授讀，“未嘗一啟齒，發聲試之，輒已成誦，不失一字。善屬對，矢口驚人。塾師弗能教也”。十三歲時已經遍讀群經，十八歲編寫《性理解》，十九歲寫《四書解》，二十歲寫《周易解》，二十四歲輯《歷像要義》，二十五歲通律呂之學。

### 中期
康熙三十三年（1694年），李光地任顺天学政，康熙三十七年（1698年），担任直隶巡抚。为迎合康熙对西学的爱好，李光地曾与梅文鼎等人交流学术，而且命其弟李鼎征、其子李钟伦随梅文鼎学习数学。
康熙四十年（1701年），李光地負責永定河水利工程事宜，原定一年的工程，最後只歷40天即完成，康熙帝為表揚李光地的功績，賜御書「夙志澄清」匾。
康熙四十一年（1702年），李光地向康熙帝推薦其著作《历学疑问》，康熙帝讀後大為折服，次年南巡，特召至龙舟中長談。
康熙四十四年（1705年）十一月，升文淵閣大學士。

### 晚期
康熙五十二年（1713年），清聖祖再賜「夾輔高風」匾。
康熙五十四年（1715年），清聖祖三賜「謨明弼詣」匾。
康熙五十七年五月二十八日（1718年6月26日），李光地病逝京寓，享壽七十七歲。雍正元年（1723年）追贈太子太傅、賜諡文貞。
曾奉敕編纂了《性理精義》、《朱子全書》、《周易折中》等書。是清初道學家的代表。而陳夢雷實際參與編纂《古今圖書集成》。

## 評價
李光地研究理學，倡言禮樂，實行海禁措施，導致近海百里無人煙，限制了農耕漁礦多種產業的發展，對康熙中年的決策有決定性的影響。晚年的李光地仍大受康熙寵信，出任吏部尚書、文淵閣大學士等職。康熙稱他“謹慎清勤，始終一節，學問淵博。朕知之最真，知朕亦無過光地者”。太子允礽被廢後，李光地開始輔助後來的雍正帝。雍正帝稱李光地為“一代之完人”。
《四庫全書總目提要》曾評其曰：“光地之學，源於朱子，而能心知其意，得所變通，故不拘墟於門戶之見。其詁經兼取漢唐之說，其講學亦酌采陸王之義，而於其是非得失，毫釐千里之介，則辨之甚明，往往一語而決疑似。”但是在全祖望看來，李光地根本是個偽君子：“其初年则卖友，中年则夺情，暮年则居然以外妇之子来归。”

## 爭議
三藩之亂時，耿精忠佔領福建，臺灣的鄭經起兵攻泉州，李光地一家匿藏於深山，鄭經、耿精忠誘降，李光地嚴拒，遠避深山。與李光地同為康熙九年（1670年）進士的陳夢雷，因在福建，遭到耿精忠掠去。陳夢雷運籌，李光地通謀，由夢雷探聽耿軍軍情，光地上蠟丸密疏，向清廷提供福建前方情報，透過福建籍的大臣富鴻基轉述。後來果然幫助清兵大破耿軍，李受到康熙讚許，但李光地早就將奏章的「陳夢雷」之名刪去，以獨吞功勞。平叛之後，身陷叛軍的陳夢雷便成了附逆罪臣，逮捕下獄，貶戍奉天。李光地卻扶搖直上，官至文淵閣大學士。李光地非但不救陳夢雷，反而落井下石，人稱「賣友」。
陳夢雷被逮入獄，悲憤至極，於七月份寫下了《告都城隍文》，揭露李光地的背信棄義行為。陳夢雷十分憎恨李光地，罵他是「欺君負友」之徒，還寫了《與李厚庵絕交書》。康熙十九年（1680年），刑部尚書徐學（顧炎武外甥，徐乾學不承認李光地是顧炎武的學生）主其獄。竟代李光地起草一份疏稿，反映陳夢雷在耿精忠叛亂時的真實表現，逼李光地上奏。李光地義理難卻，乃具名。唯獨至此仍不肯直言陳夢雷參與定策功勞，僅請求寬貸其人而已，最後陳仍流放奉天。

## 外部連結
- 韓琦：〈君主和布衣之間：李光地在康熙時代的活動及其對科學的影響 （页面存档备份，存于）〉。

| 官衔          | 官衔                                                                                     | 官衔        |
| ------------- | ---------------------------------------------------------------------------------------- | ----------- |
| 前任： 陳廷敬 | 吏部漢尚書 康熙四十二年四月戊戌－康熙四十四年十一月己巳 （1703年6月7日－1705年12月24日） | 繼任： 宋犖 |